# Meaulne
Meaulne korábbi község (település) Franciaországban, Allier megyében. 2017. január 1-jén Vitray községgel egyesült és delegált községként Meaulne-Vitray új község része lett.
Lakosainak száma 770 fő (2018. január 1.). Meaulne Le Brethon, Urçay, Vallon-en-Sully, Vitray, Épineuil-le-Fleuriel és La Perche községekkel határos.

## Népesség
A település népességének változása:
| Lakosok száma | 918  | 885  | 823  | 759  | 771  | 768  | 774  | 905  | 765  | 770  |
|               | 1968 | 1975 | 1982 | 1999 | 2006 | 2011 | 2013 | 2016 | 2017 | 2018 |